# Zemsta ojca chrzestnego
Zemsta ojca chrzestnego (ang. The Godfather’s Revenge) – kontynuacja sagi Ojciec chrzestny autorstwa Marka Winegardnera. 
Nick Geraci wraz z CIA zaplanował nieudany zamach na prezydenta Kuby. Michael Corleone postanawia raz na zawsze pozbyć się swojego głównego przeciwnika. Pomaga mu w tym prokurator generalny USA, Danny Shea; razem wywołują wojnę z wrogą rodziną, lecz Michael nie może uwierzyć w szczerość swoich sprzymierzeńców. 